# العلاقات البيلاروسية العمانية
العلاقات البيلاروسية العمانية هي العلاقات الثنائية التي تجمع بين روسيا البيضاء وسلطنة عمان.
فاسيلي ماتيوشيفسكي هو القنصل الفخري لسلطنة عمان لدى جمهورية بيلاروسيا.

## مقارنة بين البلدين
هذه مقارنة عامة ومرجعية للدولتين:
| وجه المقارنة                                              | روسيا البيضاء                    | سلطنة عمان    |
| --------------------------------------------------------- | -------------------------------- | ------------- |
| المساحة (كم2)                                             | 207.60 ألف                       | 309.50 ألف    |
| عدد السكان (نسمة)                                         | 9.50 مليون                       | 4.64 مليون    |
| الكثافة السكانية (ن./كم²)                                 | 45.76                            | 14.99         |
| العاصمة                                                   | مينسك                            | مسقط          |
| اللغة الرسمية                                             | اللغة البيلاروسية، اللغة الروسية | اللغة العربية |
| العملة                                                    | روبل بلاروسي                     | ريال عماني    |
| الناتج المحلي الإجمالي (بليون دولار)                      | 54.44 مليار                      | 72.64 مليار   |
| الناتج المحلي الإجمالي (تعادل القوة الشرائية) بليون دولار | 168.35 مليار                     | 179.49 مليار  |
| الناتج المحلي الإجمالي الاسمي للفرد دولار أمريكي          | 5.74 ألف                         | 15.55 ألف     |
| الناتج المحلي الإجمالي للفرد دولار أمريكي                 | 18.18 ألف                        | 38.63 ألف     |
| مؤشر التنمية البشرية                                      | 0.798                            | 0.793         |
| رمز المكالمات الدولي                                      | +375                             | +968          |
| رمز الإنترنت                                              | .by، .бел                        | عمان          |
| المنطقة الزمنية                                           | ت ع م+03:00                      | ت ع م+04:00   |

## منظمات دولية مشتركة
يشترك البلدان في عضوية مجموعة من المنظمات الدولية، منها:
| علم المنظمة | اسم المنظمة                               | تاريخ انضمام روسيا البيضاء | تاريخ انضمام سلطنة عمان |
| ----------- | ----------------------------------------- | -------------------------- | ----------------------- |
|             | مؤسسة التمويل الدولية                     | 2 نوفمبر 1992              | 1973                    |
|             | منظمة حظر الأسلحة الكيميائية              | ?                          | ?                       |
|             | الأمم المتحدة                             | 24 أكتوبر 1945             | 7 أكتوبر 1971           |
|             | الاتحاد الدولي للاتصالات                  | 7 مايو 1947                | 28 أبريل 1972           |
|             | منظمة الشرطة الجنائية الدولية             | ?                          | ?                       |
|             | البنك الدولي للإنشاء والتعمير             | 10 يوليو 1992              | 1971                    |
|             | الاتحاد البريدي العالمي                   | ?                          | ?                       |
|             | المركز الدولي لتسوية المنازعات الاستشارية | 9 أغسطس 1992               | 1995                    |
|             | وكالة ضمان الاستثمار متعدد الأطراف        | 3 ديسمبر 1992              | 1989                    |
|             | يونسكو                                    | 12 مايو 1954               | 10 فبراير 1972          |

## وصلات خارجية
- موقع وزارة الخارجية البيلاروسية
- موقع وزارة الخارجية العمانية